# Nicholas Roe
Nicholas Hugh Roe (né le 14 décembre 1955) est un universitaire spécialiste de littérature anglaise de la période romantique. Il est fellow de la British Academy et de la Royal Society of Edinburgh. Il est professeur de littérature anglaise à l'Université de St Andrews depuis 1996.

## Parcours universitaire
Nicholas Roe suit ses études universitaires jusqu'au doctorat de Trinity College d'Oxford. Il devient enseignant (lecturer) en anglais en 1985 puis est promu Reader en 1993,,.

## Honneurs
En 2009, Nicholas Roe est élu Membre de la Royal Society of Edinburgh (FRSE). En juillet 2017, il est élu Fellow de la British Academy (FBA), l'académie nationale pour les lettres et les sciences sociales.